# Zentrum für reformatorische und zeitgeschichtliche Studien
Das Zentrum für reformatorische und zeitgeschichtliche Studien (afrikaans: Sentrum vir Reformatoriese en Kontemporêre Studies, englisch: Centre for Reformist and Contemporary Studies), abgekürzt SERKOS bzw. CERCOS, ist eine der NGK nahestehende südafrikanische Non-Profit-Organisation mit Sitz in Pretoria. Sie wurde aus Kreisen der 1989 gegründeten Afrikaner Volksfront gegründet, einer rechtsgerichteten Burenorganisation im Umfeld der Afrikaner Weerstandsbeweging. Nach eigener Darstellung ging sie aus der ehemaligen Antikommunistischen Aktionskommission (ANTIKOM) der drei reformierten Kirchen der Afrikaaner hervor.

## Aktivitäten und Verbindungen
Von der Witwatersrand-Universität wird die Organisation in einer Liste gemeinsam mit rechtsextremen Organisationen Südafrikas aufgeführt. Das Hauptziel des Zentrums für reformatorische und zeitgeschichtliche Studien liegt in der Verbreitung von Gegenpositionen zur sogenannten Befreiungstheologie im südlichen Afrika; gemeint ist das in antiökumenischen Positionen wurzelnde Zurückdrängen von Konzepten der Kontextuellen Theologie. Das Zentrum soll die Infiltration anderer politisch-religiöser Konzepte in die burisch beeinflussten reformierten evangelischen Kirchen in Ländern des südlichen Afrikas, wie Namibia, Simbabwe und Südafrika, verhindern. Zu diesem Zweck entwickelte sich ein reges Schrifttum, das bedarfsweise in mehreren Sprachen erscheint. Eine immer wiederkehrende Position behandelt die Auffassung, dass der ANC und der Südafrikanische Kirchenrat kommunistische Organisationen seien. Nach eigener Darstellung stellt das Zentrum „Forschungen an über den Kommunismus, Humanismus und andere säkulare Philosophien, die das biblische Christentum und reformatorische Erbe bedrohen“.
Verbindungen entwickelten sich zum Verlag proTEST – Informationsdienst engagierter Christen im südlichen Afrika in Krugersdorp (Stadtteil Kenmare), dessen Repräsentant der deutschstämmige Theologe Paul-Gerhard Kauffenstein im Vorwort einer 1990 erschienenen SERKOS-Broschüre meinte, dass durch die publizistische Arbeit des SERKOS Aufklärung über die weltweite „sozialistische Revolution“ und über „gefährliche Auswirkungen der Befreiungs-Theologie und der Tätigkeit des Südafrikanischen [SACC] und des ihn unterstützenden Weltkirchen-Rats“ in Südafrika geschaffen würde. Kauffenstein war auch der führende Akteur der Arbeitsgemeinschaft Bekennender Christen im Südlichen Afrika ‚Kreuz im Süden‘, die sich gegen Anti-Apartheids-Positionen des Südafrikanischen Kirchenrats aussprach und um 1990 in Bergisch Gladbach in Form eines eingetragenen Vereins eine Geschäftsstelle unterhielt.

## Periodika des Zentrums
- Oktober ’46, eine quartalsweise erscheinende Zeitschrift[2]
- SERKOS KOMPAS[2]